# واشینگتن اسپیریت

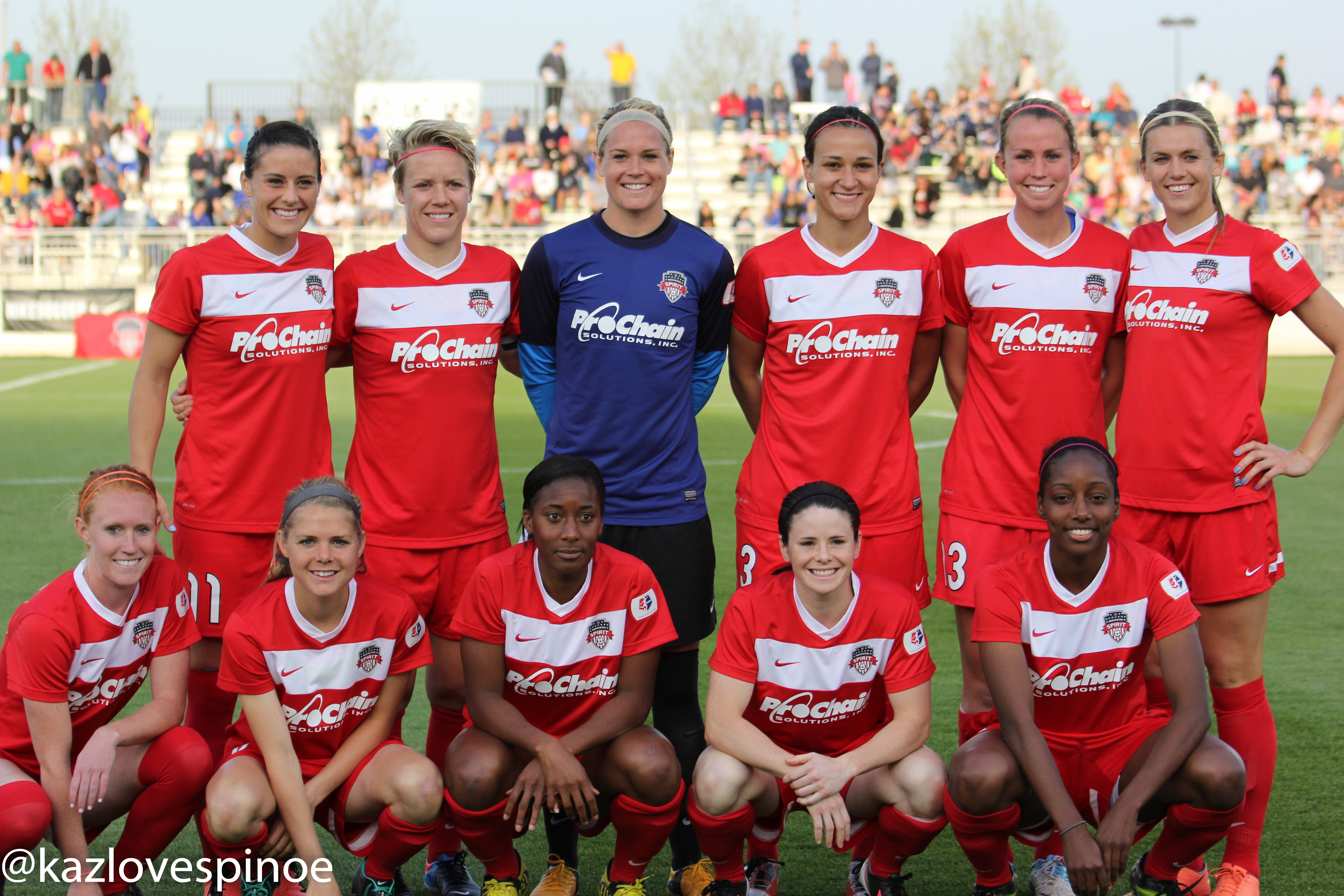

واشینگتن اسپیریت (به انگلیسی: Washington Spirit) یکی از باشگاه‌های حرفه‌ای فوتبال زنان در آمریکا است.
این تیم واقع در شهر واشینگتن دی سی است و یکی از اعضای لیگ ملی فوتبال زنان در آمریکا است.